# 4-та армія (Австро-Угорщина)
4-та а́рмія  (нім. 4. Armee (Österreich-Ungarn)) — польова армія австро-угорських сухопутних військ за часів Першої світової війни.

## Історія

### 1914
4-та армія австро-угорських сухопутних військ була сформована під час мобілізації у липні 1914 року для ведення війни на Східному фронті проти російської імператорської армії. По завершенню формування частини об'єднання під командуванням генерала від інфантерії Моріца фон Ауффенберга, що нараховували 138½ батальйонів, 47 ескадрилей та 432 гармати, вирушили на північний кордон Галичини для проведення у взаємодії з 1-ю армією наступальної операції проти росіян.
Австро-угорське командування планувало завдати головний удар силами своїх 1-ї і 4-ї армій між Віслою і Бугом у північному напрямку, щоб розгромити 4-ту і 5-ту російські армії біля Любліна і Холма, вийти до тилів військ Південно-Західного фронту. Удар мав забезпечуватися із заходу наступом вздовж лівого берега Вісли групи Куммера і корпусу Войрша. 3-тя армія прикривала район Львова. Група Кевеса отримала завдання відбити можливий наступ росіян на Стрий і Станіслав.
Наполегливе бажання супротивних сторін домогтися реалізації своїх задумів призвело до грандіозної Галицької битви, яка розгорнулася між Дністром і Віслою. У період з 18 серпня по 21 вересня 1914 року на 400-км фронті від р. Вісла до Румунії російські 3-тя, 4-та, 5-та та 8-ма армії (70 піхотних і кінних дивізій, близько 700 тис. осіб) вступили у велику битву з 2-ю, 3-ю та 4-ю австро-угорськими арміями (56 дивізій, близько 830 тис. осіб).

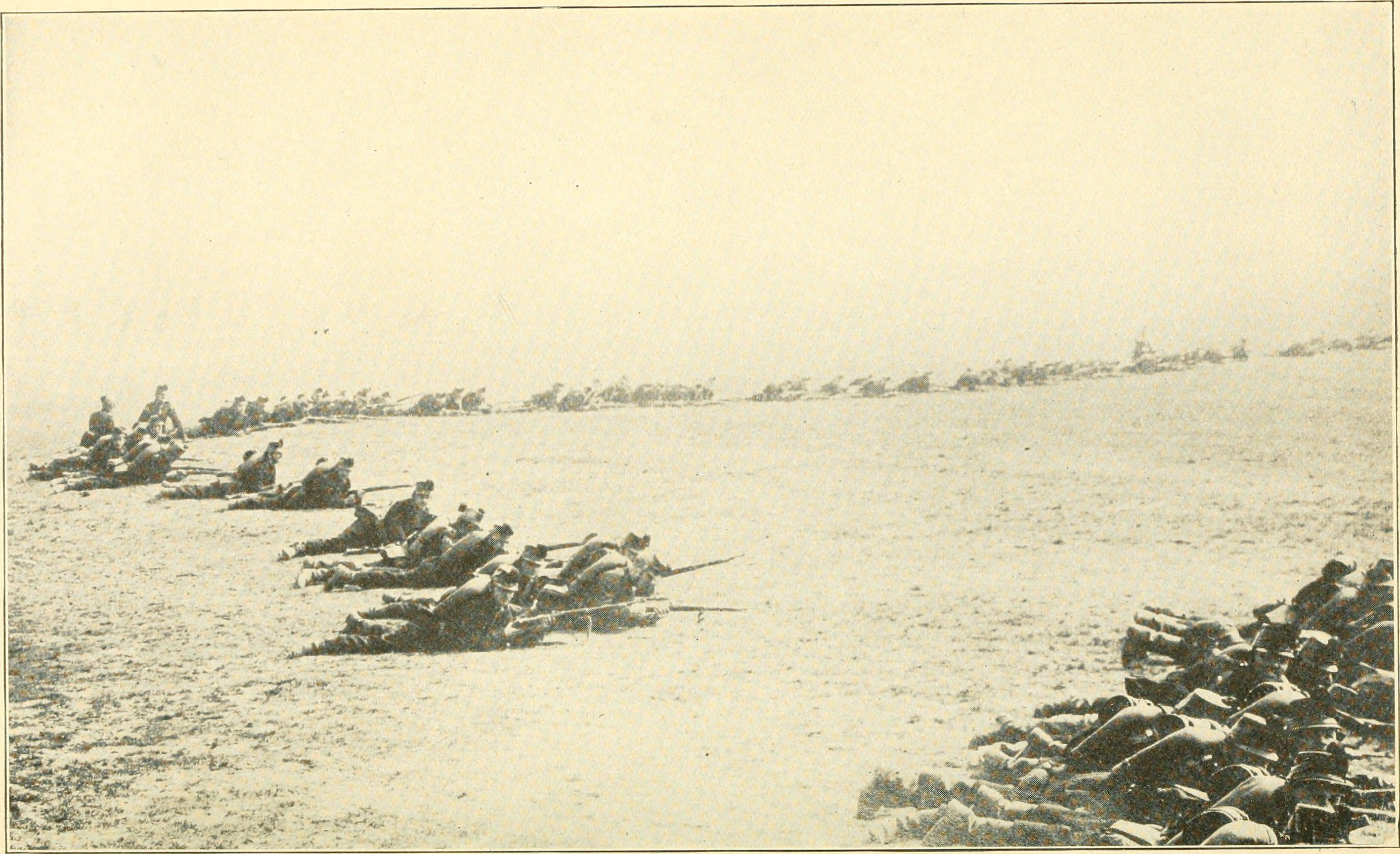
Австро-угорська піхота залягла на полі бою. 1914

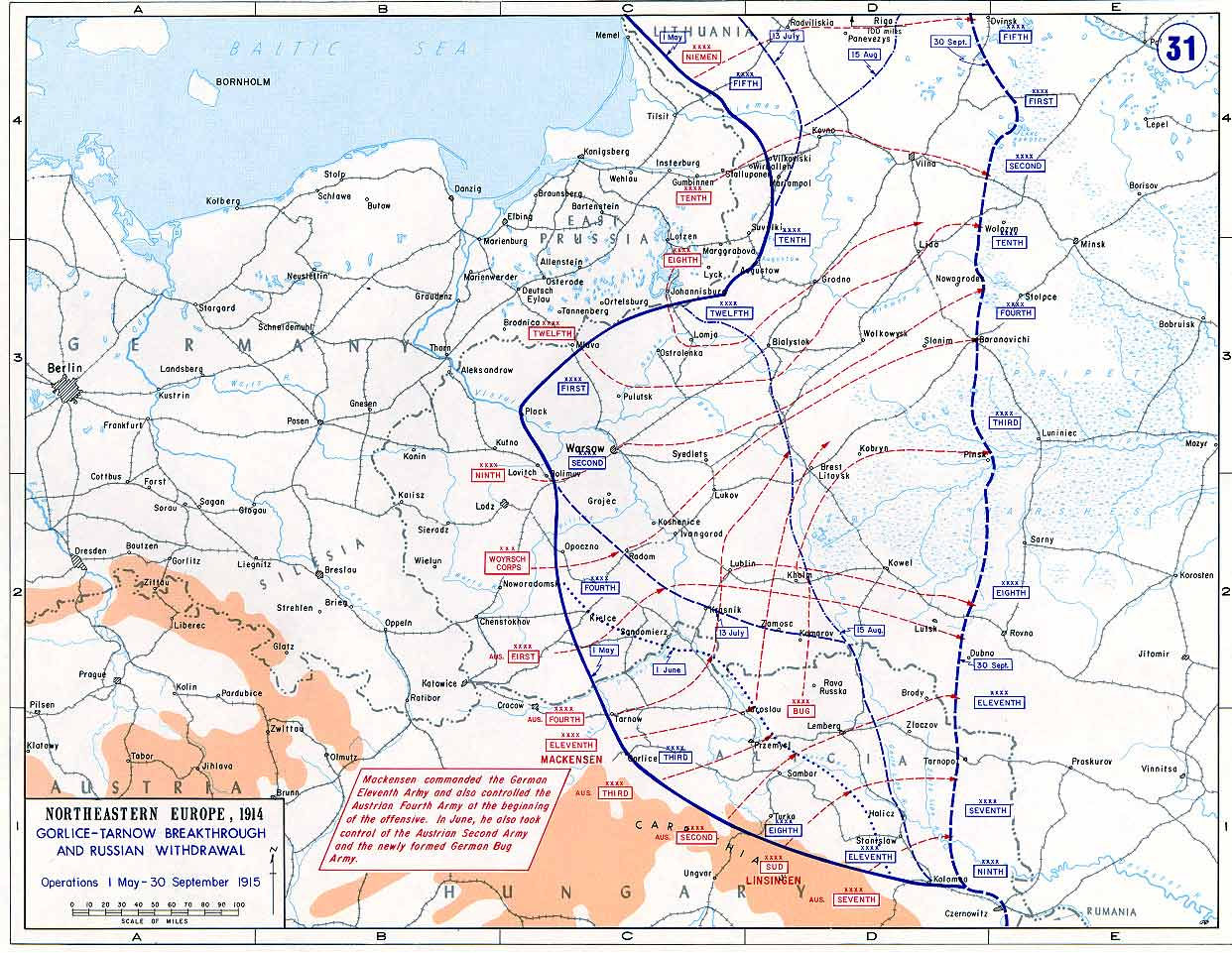
Зміни на Східному фронті. 1915

На початку операції в р-ні міст Красника і Томашова російські війська північного крила фронту зазнали невдачі й відступили до м. Люблін. Водночас головні сили — 8-ма армія (командувач — генерал від кавалерії О.Брусилов) і 3-тя армія (командувач — генерал від інфантерії М. Рузський) — провели Галицько-Львівську операцію, в ході якої розгромили під містами Золочів і Перемишляни 3-тю австро-угорську армію (командувач — генерал кінноти Р. фон Брудерман) і, розвиваючи подальший наступ, завдали поразки частинам 2-ї австро-угорської армії (командувач — генерал від інфантерії Е.Бем-Ермолі). Пізніше росіяни опанували Львів, вийшли на р. Сян і карпатські перевали, оточили фортецю Перемишль. Підсумком операції стала перемога російських військ у боях на річках Золота Липа і Гнила Липа. Австро-угорські війська відступали в західному напрямку, де поспішно перейшли до оборони.
У грудні 1914 року війська 3-ї та 4-ї австро-угорських армій провели на Східному фронті успішну наступальну операцію південно-східніше Кракова в Карпатах. Результатом наступу австро-угорських військ стала поразка 3-ї та 8-ї російських армій, які змушені були відступити від Кракова та загалом з району Західних Карпат.

### 1915
22—24 січня 1915 року (за новим стилем) австро-німецькі війська силами 2-ї, 3-ї, 4-ї австрійських та Південної німецької армій почали наступ у Карпатах, завдаючи два удари: один від Ужгорода на Самбір, інший від Мункачі на Стрий. Одночасно почався наступ 8-ї армії Брусилова, це призвело до ряду важких зустрічних боїв на гірських перевалах у зимову холоднечу. В перших числах лютого праве крило 8-ї армії оволоділо ділянкою Карпат. Бої в засніжених горах відрізнялися великою завзятістю. Нарешті у перших числа лютого російські війська опанували Конечна — Свидник — Мезолаборч — Балігруд.
У середині квітня 1915 року військове командування Центральних держав запланувало проведення наступальної операції з метою прориву російського фронту на однієї з його найуразливіших ділянок у центрі фронту між Віслою і Карпатами, в районі Горлиці. До її проведення залучалися добірні війська, зняті з французького фронту: Зведений, Гвардійський, 41-й резервний і 10-й армійський корпуси, яких об'єднали в 11-ту армію під командуванням А.фон Макензена. З боку австро-угорців у битві брала участь 4-та армія генерала Фердинанда Австрійського.
2 травня німецькі війська почали наступ і скоро оборона росіян у районі Горлиці була прорвана. Після поразки в Галичині, завданої російській імператорській армії, німецько-австрійські війська під командуванням генерала від інфантерії Е. фон Фалькенгайна почали проведення масштабної наступальної операції по всьому Східному фронту з метою оточення та подальшого знищення семи російських армій. Російські війська були вигнані з Польщі, Галичини та відкинуті на кількасот кілометрів від кордонів з Німеччиною і Австро-Угорщиною, знявши таким чином загрозу ймовірного вторгнення на їхню територію. До осені фронт стабілізувався на лінії Рига — Двінськ — Барановичі — Пінськ — Дубно — Тарнополь

### 1916
4 червня 1916 року російська армія почала масштабну стратегічну наступальну операцію силами Південно-Західного фронту генерала О.Брусилова. У наступ перейшли російські 8-ма, 11-та, 7-ма і 9-та армії, що прорвали добре укріплену позиційну оборону австро-угорського фронту. Прорив був здійснений відразу на 13 ділянках з подальшим розвитком у бік флангів і в глибину. Прорвавши фронт, 8-ма російська армія 7 червня зайняла Луцьк, а до 15 червня вщент розгромила 4-ту австро-угорську армію ерцгерцога Йозефа Фердинанда. Було захоплено 45 тис. полонених, 66 гармат, багато інших трофеїв.

### 1917—1918
Надалі 4-та армія продовжувала утримувати оборону на російському фронті, ведучи бої переважно локального масштабу. 18 лютого 1918 року німецькі війська розпочали наступ по всій лінії Східного фронту. Армії Центральних Держав майже безперешкодно просувалися територією колишнього потужного супротивника й опанували колосальні землі Балтії, України, Білорусі, тим самим примушуючи більшовицький уряд Росії до скорішого підписання Берестейського договору.
3 березня 1918 року Берестейський мирний договір було врешті підписано, а 15 березня 4-та армія була розформована.

## Командування

### Командувачі
- генерал від інфантерії Моріц фон Ауффенберг (нім. Moritz von Auffenberg) (серпень — 30 вересня 1914);
- генерал від інфантерії Йозеф Фердинанд Тосканський (нім. Joseph Ferdinand von Österreich-Toskana) (30 вересня 1914 — червень 1916);
- генерал кінноти Карл Терстянскі фон Надас (нім. Karl Tersztyánszky von Nádas) (червень 1916 — 5 березня 1917);
- генерал-полковник Карл Кіркбах ауф Лаутербах (нім. Karl von Kirchbach auf Lauterbach) (5 березня 1917 — 15 березня 1918).